# Доктор Нео Кортекс
Доктор Нео Перивинкль Кортекс (англ. Doctor Neo Periwinkle Cortex), также называемый Доктор Кортекс, Нео Кортекс, или просто Кортекс — вымышленный персонаж и главный антагонист серии Crash Bandicoot. Его имя является игрой слов на термине неокортекс, части головного мозга. Он главный архзлодей Крэша начиная с его первого появления в игре Crash Bandicoot.
В серии Кортекс показан в виде безумного ученого и террориста, который стремится достичь мирового господства в качестве мести за издевательства, которые он испытал в прошлом. Ему помогает злая маска Тики, Ука Ука, которая даёт ему советы о том, как достичь этой цели. Под его руководством доктор Кортекс мутировал местных животных в своих солдат, в итоге создав Крэша Бандикута, главного персонажа серии. Однако Крэш был сочтён недостойным чтобы быть в его армии и изгнан из замка Кортекса. Поскольку планы Кортекса угрожают девственности островов, на которых проходит действие игр, Крэш и другие персонажи мешают их воплощению. Из-за постоянного вмешательства Крэша в его дела Кортекс был вынужден поставить его устранение своим главным приоритетом, наряду с мировым господством.
Кортекс был создан Энди Гэвином и Джейсоном Рубином, а его первоначальный дизайн был разработан Джо Пирсоном и Чарльзом Зембилласом. Критики воспринимали Кортекса положительно, и большая часть похвалы относится к его появлению в Crash Twinsanity. Однако критический приём персонажа до и после этой игры различается.

## Вид и характеристика

Черновая зарисовка Доктора Нео Кортекса художника Чарльза Зембилласа

Замысел Кортекса пришёл к Энди Гэвину, Джейсону Рубину, Дейву Баггетту и Марку Черни, когда они ели «посредственную итальянскую кухню» рядом с помещением Universal Interactive Studios. Гэвин представил «злого гения с большой головой», который думает только «о своём характере и своих миньонах». Рубин, увлекавшийся в то время анимационным сериалом «Пинки и Брейн», придумал «более злобного Брейна» с миньонами, похожими на ласок из кинофильма «Кто подставил кролика Роджера». После того, как Гэвин исполнил «глупый злодейский голос», изображающий его отношение к персонажу, было немедленно придумано имя злодея, Доктор Нео Кортекс. Гэвин и Рубин описали Кортекса дизайнеру персонажей Чарльзу Зембилласу как «огромная голова, но маленькое тело, он безумный учёный, и он одевается как нацисты из „Джетсонов“». Поскольку у игровой модели Кортекса короткие ноги, он не может идти нормально и в большинстве своих игровых появлений персонаж остаётся неподвижным.
В первой игре, Crash Bandicoot, Кортекса озвучил Брендан О’Брайен. Начиная Crash Bandicoot 2: Cortex Strikes Back и заканчивая Crash Nitro Kart его озвучивал Клэнси Браун, а от Crash Twinsanity и далее озвучиванием занимался Лекс Лэнг. В японских версиях игры он озвучен Шозо Иидзукой в играх до и включая Crash Tag Team Racing, а в Crash Boom Bang! был озвучен Юсуке Акимото. В детских воспоминаниях Кортекса, в Crash Twinsanity, в английской версии его озвучила Деби Дерриберри, а в японской — Норико Сузуки.
Основное побуждение к завоеванию мира у Кортекса проистекает из того, что в детстве он подвергался насмешкам и издевательствам. Его надзиратель и советник на протяжении всех замыслов о мировом владении — Ука Ука, коего Кортекс вначале иронически боялся до такой степени, что падал на колени в его присутствии. Со временем этот страх перед Ука Ука исчез, что привело к противостоянию замене Кортекса в Crash of the Titans а позже и к бунту в Crash: Mind over Mutant, так как он желал «снова управлять этой операцией». Эго Кортекса было охарактеризовано как «размером с монгольфьер». Его эгомания ослепила его до такой степени, что он не замечает ненависти других к нему, полагая, что на самом деле его любят все, в том числе и его враги. Несмотря на то, что он часто называет себя эстетически привлекательным, он проявил самоосознание относительно своего внешнего облика как минимум один раз. Кроме того, ему не нравятся люди с привычками, которые он считает отвратительными, и однажды он дошёл до того, что назначил награду за наказание того, кто ел бутерброд по пути в ванную.
Один из второстепенных персонажей Crash Tag Team Racing описал Кортекса как имеющего «огромную голову и ярко-жёлтую кожу». Его наиболее отличительной особенностью является большая буква N, вытатуированная на его лбу, и происхождение которой неизвестно. Кортекс почти лыс, за исключением некоторых областей на его голове. Энди Гэвин и Джейсон Рубин с юмором рассказали, что Кортекс использует средство для роста волос на этих местах. Оставшиеся волосы у него чёрного цвета, однако в более поздних играх стали тёмно-синими. В большинстве своих появлений Кортекс одет в белый лабораторный халат, чёрное нижнее бельё, и перчатки и ботинки жёлтого цвета. Рост Кортекса составляет 1,6 метра, а вес — 59 килограмм.

## Кортекс в играх

### Предыстория
Полное имя Кортекса, данное ему при рождении — Нео Перивинкль Кортекс. Согласно гайду к игре Crash Bandicoot: The Wrath of Cortex, он был младшим сыном в семье цирковых клоунов. В отличие от остальной части его семьи, Кортекс был болезненным интровертом и предпочитал изучать науку а не заниматься цирковой деятельностью. Из-за этого он ощутил на себе всю тяжесть многочисленных шуток, которые в итоге закончились нанесением в возрасте трёх большой буквы «N» (означающую «ботан», англ. nerd) в виде татуировки на его голову. Спустя некоторое время инцидент со взрывом, неявно вызванным Кортексом, привёл к инвалидности всей его семьи, и Кортексу пришлось обеспечивать себя самостоятельно. Из этого инцидента вытекает стремление Кортекса к мировому господству. В возрасте шести лет Кортекс посещал среднюю школу, где одноклассники также издевались над ним. Именно здесь Кортекс подружился с Нитриусом Брио, столь же умным молодым человеком, который стал исполнять прихоти Кортекса. Спустя некоторое время ещё один взрыв устроенный Кортексом и Брио сравнял школу вместе с большей частью окружающего города, пока они скрывались в заброшенной плутониевой шахте. В возрасте примерно восьми лет Кортекс и Брио учились в Академии Зла Мадам Эмберли, где их одноклассником был Н. Джин. Во время учёбы в этой академии Кортекс начал изобретать свой «Эволво-Луч» (англ. Evolvo-Ray), который он позднее использовал для создания его армии животных-солдат. В связи с тем что «Эволво-Луч» не был закончен, его экспериментальное применение привело к исчезновению его любимых попугаев Виктора и Морица.
В игре Crash Tag Team Racing намекается, что Кортекс служил на авиабазе Дананг во время Вьетнамской войны. Когда Кортекс был уже взрослым, научное сообщество высмеивало его за диковинные, но практически выполнимые теории, и в результате он стал одержим желанием заставить его оппонентов замолчать. Позже, он и Нитриус Брио совершили множество действий, из-за которых их объявили международными преступниками. В поисках убежища от различных мировых сил, которые желали их ареста, Кортекс и Брио обнаружили трио уединённых островов и устроили на одном из островов свою базу.

### Основная серия

Доктор Нео Кортекс, в играх Cortex Strikes Back и Warped

В большинстве игр основной серии Кортекс является главным антагонистом. В Crash Bandicoot Кортекс начал использовать Эволво-Луч для создания армии мутировавших животных, которая должна была помочь ему в достижении мирового господства, и которую он назвал Cortex Commandos. Когда Крэш Бандикут сбегает из его замка, доктор начал готовиться к экспериментам над Тавной, самкой бандикута. Тем не менее, Крэш возвращается и побеждает его, и улетает с Тавной на дирижабле. В следующей игре, Crash Bandicoot 2: Cortex Strikes Back, Кортекс попадает в пещеру, в которой обнаруживает большой кристалл, который, по его мнению, позволит контролировать мир. Однако вскоре он узнаёт, что наряду с этим Мастер-кристаллом (англ. Master Crystal) ему также нужны 25 маленьких кристаллов, чтобы его новое устройство Cortex Vortex заработало. Чтобы решить эту ситуацию, Кортекс похищает Крэша и обманывает того, сообщив что он работает над спасением мира от предстоящего солнечного потока, и для этого ему нужны кристаллы. Однако Коко раскрывает план Кортекса, и ему приходится бежать. Когда руины космической станции Кортекса падают на Землю, они повреждают храм, в котором был заключён его босс Ука Ука. В Crash Bandicoot 3: Warped Кортекс участвует в схеме Ука Уки по поиску и сбору всех кристаллов в их изначальном местонахождении во времени, и для этого используется машина времени доктора Нефариуса Тропи. Когда Крэш после сбора всех кристаллов, реликвий и камней побеждает Кортекса, машина времени схлопывается, заключив Кортекса, Тропи и Ука Ука в странной тюрьме времени.

## Культурное воздействие

### Мерчендайз
Кортекс появлялся в составе наборов экшен-фигурок серии Crash Bandicoot, изданных компанией Resaurus. С выходом игры Crash Bandicoot 2: Cortex Strikes Back, компания Resaurus выпустила игрушку «Dr. Neo Cortex», снабжённую лазерной пушкой, «Вумпа-фрукт» и Кристалл, аналогичные внутриигровым.

### Критический прием
Марк Кук из Game Revolution похвалил вокальную работу Клэнси Брауна в игре Crash Bandicoot 2: Cortex Strikes Back как «весёлую» и «сатирическую», в то время как Джозеф Бутилье из Netjak отметил что «Кортекс часто звучит фальшиво», и «где-то диалог Кортекса идёт не так». Рецензенты особо выделили и похвалили изображение Кортекса в Crash Twinsanity. Джеймс Б. Прингл из IGN отметил, что игра «показывает сторону злого доктора, которую мы не видели раньше», и, описывая диалог игры как «солидный», сказал, что «Кортекс — тот [персонаж], которого вы захотите слушать и дальше». Райан Дэвис из GameSpot проанализировал «постоянное кривляние и хныканье Кортекса» как «отличную демонстрацию видов неврозов, которые могут вызвать интерес к злой науке», и добавил, что «напряжённое величие речи Кортекса» было самой отличной частью озвучивания игры. Горди Уилер из Worth Playing отметил что то, что Кортекс «подвергнется издевательствам наподобие классического персонажа Warner Brothers», является «наиболее весёлой частью игры», и похвалил его озвучивание, исполненную Лексом Лэнгом, написав, что «почти все лучшие фразы игры исходят от Кортекса, и работа его актёра озвучивания превосходна. Он может быть на пути к тому, чтобы быть моим любимым сумасшедшим учёным, и это чертовский подвиг. Дайте актёру его озвучивания другую роль, ПРЯМО СЕЙЧАС. Я хочу большего». Брент Соболески из TeamXbox написал что Кортекс является «возможно лучшим и самым интересным персонажем игры, поскольку игроки имеют совершенно разные взгляды на его личность», и заметил, что он «очень смешной, и его сарказм и злобный характер идеально подходят его личности». Обозреватель Ник Валентино из GameZone счёл, что «самые смешные вещи, верите ли вы в это или нет, исходят от Доктора Нео Кортекса, который выглядит безумным, и это получается наилучшим образом. Он делает много остроумных наблюдений, и часто высмеивает свои прошлые встречи с Крэшем». Позднее он отметил, что «безумный Доктор — весёлый парень, и его диалоги только делают его более приятным»
Приём Кортекса из последующих был более смешанным. Роб Байрон из AceGamez в обзоре Crash Tag Team Racing отметил что Кортекс в этой игре «чуть более вялый, сонный чем его предшественники, и поэтому он выглядит более приятным». GameDaily поставил Доктора Кортекса на двадцать третье место в своей статье «Top 25 Evil Masterminds of All Time», заметив, что «его искривлённые волосы, похожие на Варио, его заостренная бородка и эта большая буква N, расположенная в середине его лба, придают ему видок чистого зла». GamesRadar поставил его на 98-е место в списке самых лучших злодеев в истории игр в 2013 году. В «геймерском издании» 2013 года Книги рекордов Гиннесса Кортекс был поставлен на 42 место в списке 50-ти лучших злодеев из компьютерных игр.

### Диалоги из игр
1. 1 2  «Doctor Neo Cortex: What is the meaning of this?! Have you any idea with whom you are dealing?! / Ebenezer Von Clutch: Ze vorld-renowned evil-doer Doctor Neo Perivinkle Cortex! I have all your games.» — Radical Entertainment, Crash Tag Team Racing. Изд. Sierra Entertainment. Multiplatform Уровень/зона: Von Clutch Makes a Deal.
2. ↑  «Doctor Neo Cortex: Finally, after all these years of abuse, the tables have turned! Who's the little guy now?» — Vicarious Visions, Crash Bandicoot: The Huge Adventure. Изд. Vivendi Games. Game Boy Advance Уровень/зона: Opening sequence.
3. ↑  «Doctor Neo Cortex: You can't replace me! My name's on the stationery!» — Radical Entertainment, Crash of the Titans. Изд. Sierra Entertainment. Multiplatform Уровень/зона: The Temple of Zoom.
4. ↑  «Uka Uka: Cortex, what is the meaning of this? Release me immediately! / Doctor Neo Cortex: I used to run this operation, and it's time I did again.» — Radical Entertainment, Crash: Mind over Mutant. Изд. Sierra Entertainment. Multiplatform Уровень/зона: The Big Twist.
5. ↑  «Doctor Neo Cortex: I was eight years old and the most popular student in the Academy. Ah, yes. (A dagger is chucked in Young Cortex's direction and implants itself in the machine Cortex is tinkering with, just barely missing his head.) How they loved me.» — Traveller's Tales, Crash Twinsanity. Изд. Sony Computer Entertainment America. Multiplatform Уровень/зона: Madame Amberly's Academy of Evil.
6. ↑  «Doctor Neo Cortex: (when attacked by Crash) I thought you liked me!» — Radical Entertainment, Crash Tag Team Racing. Изд. Sierra Entertainment. Multiplatform Уровень/зона: Midway.
7. ↑  «Doctor Neo Cortex: (when attacked by Crash) Why me?! I'm so pretty!» — Radical Entertainment, Crash Tag Team Racing. Изд. Sierra Entertainment. Multiplatform Уровень/зона: Midway.
8. ↑  «Doctor Neo Cortex: (when passing by an opponent) Ain't my backside pretty?» — Radical Entertainment, Crash Tag Team Racing. Изд. Sierra Entertainment. Multiplatform Уровень/зона: Race.
9. ↑  «Doctor Neo Cortex: Ha ha ha! I'm funky fresh and beautiful!» — Radical Entertainment, Crash Tag Team Racing. Изд. Sierra Entertainment. Multiplatform Уровень/зона: Race.
10. ↑  «Doctor Neo Cortex: I need to do a little sneaking around but I can't because... my head's too big! I mean look at me. I stick out like a chocolate bar in a swimming pool! If I'm going to get to the bottom of this, I need you to get me something black and slimming to wear. I don't want my butt to look so big!» — Radical Entertainment, Crash Tag Team Racing. Изд. Sierra Entertainment. Multiplatform Уровень/зона: Mystery Island.
11. ↑  «Doctor Neo Cortex: Attention, minions. Someone has been eating sandwiches while going to the bathroom! That's seriously gross. A reward of ten-thousand currency units has been issued for that sandwich micturator. That is all.» — Radical Entertainment, Crash: Mind over Mutant. Изд. Sierra Entertainment. Multiplatform Уровень/зона: Space Head.
12. ↑  «Liverpudlian Park Drone: Hey, man. You trying to sneak around in forbidden areas but can't because of your huge head and bright yellow skin?» — Radical Entertainment, Crash Tag Team Racing. Изд. Sierra Entertainment. Multiplatform Уровень/зона: Mystery Island.
13. ↑  Amaze Entertainment, Crash of the Titans. Изд. Sierra Entertainment. Nintendo DS Уровень/зона: Doctor Neo Cortex profile.
14. ↑  «Doctor Neo Cortex: It was my first experiment with the Evolvo-Ray, Phase One in my plan to create an army of superanimals! The test subjects: my two pet parrots Victor and Moritz, the only creatures I didn't loathe or eat. The experiment was proceeding as planned, when, suddenly... my parrots were gone! Lost among the infinite dimensions!» — Traveller's Tales, Crash Twinsanity. Изд. Sony Computer Entertainment America. мультиплатформа Уровень/зона: Madame Amberly's Academy of Evil.
15. ↑  «Doctor Neo Cortex: (after striking an opponent with a weapon) Ha ha ha! Just like back in Da Nang!» — Radical Entertainment, Crash Tag Team Racing. Изд. Sierra Entertainment. Multiplatform
16. ↑  «Doctor N. Gin: But Doctor Cortex, to reach full power, we need not only your "Master Crystal", but also there are as many as 25 "Slave Crystals" on the surface.» — Naughty Dog, Crash Bandicoot 2: Cortex Strikes Back. Изд. Sony Computer Entertainment. PlayStation (31 октября 1997). Уровень/зона: Opening sequence.